# Nostra Signora Assunta (Genua)

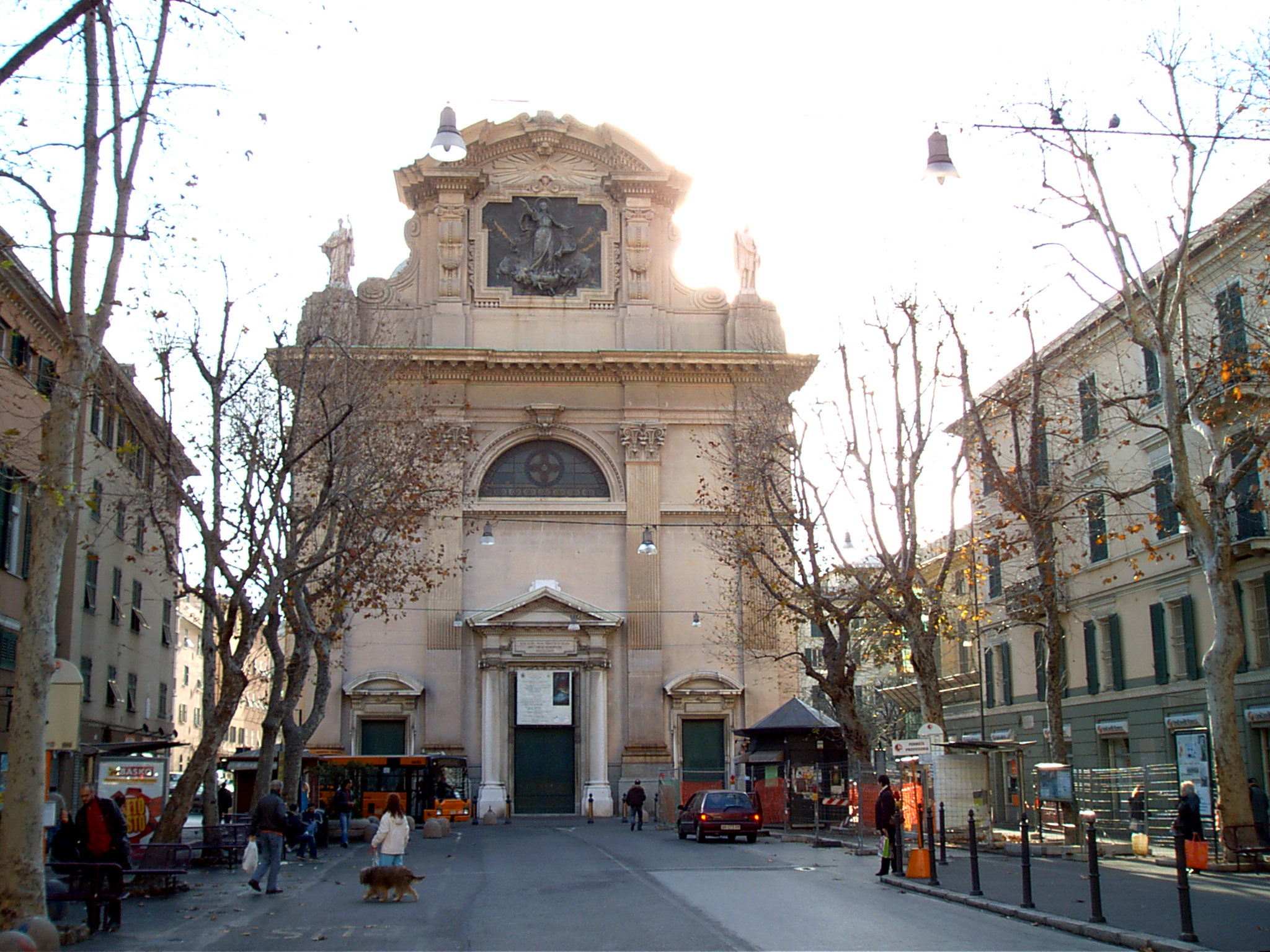
Basilika Nostra Signora Assunta

Die Basilika Nostra Signora Assunta ist eine römisch-katholische Kirche im Stadtviertel Sestri Ponente der italienischen Hafenstadt Genua in der Region Ligurien. Die Pfarrkirche des Erzbistums Genua mit dem Titel einer Basilica minor wurde Anfang des 17. Jahrhunderts im Stil des Barocks errichtet.

## Geschichte

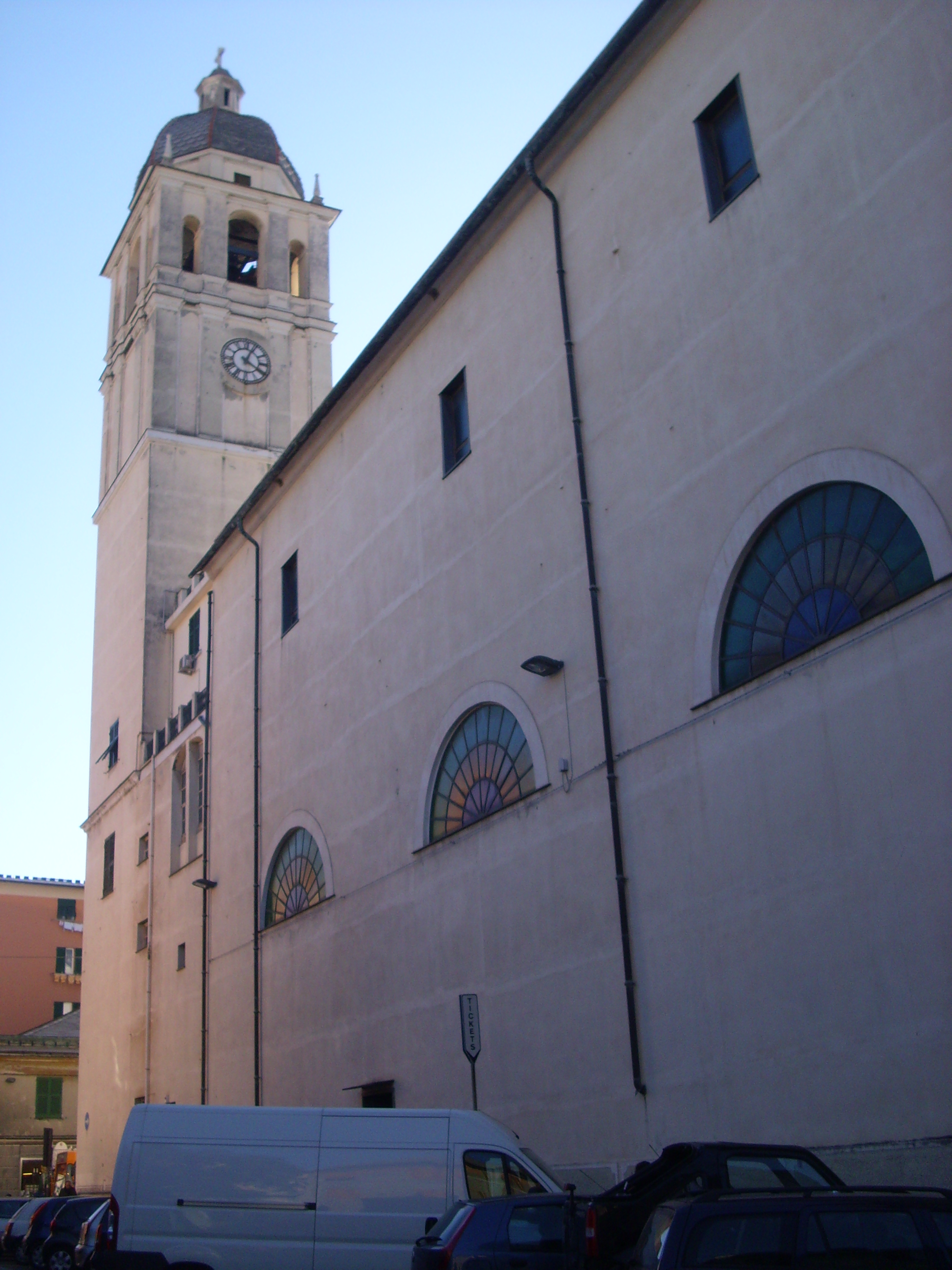
Glockenturm

Nach der Grundsteinlegung am  4. Oktober 1610 konnte die Kirche 1618 fertiggestellt werden, eine kleine Kapelle wurde bereits während der Bauzeit genutzt. Am 8. Juni 1620 segnete der Generalvikar Felice Tamburelli die neue Kirche mit dem Patronat Unserer Lieben Frau von der Himmelfahrt und feierte die erste Messe. In zwei Schritten 1620 und 1623 wurde sie zur Pfarrkirche erhoben. Der Glockenturm wurde im Jahr 1624 errichtet. Die Kirche wurde am 10. Oktober 1629 von Bischof Vincenzo Spinola von Brugnato geweiht. Die Innenausstattung begann im 17. Jahrhundert und setzte sich über die Jahrhunderte fort. Am 24. Mai 1672 erklärte Erzbischof Giovanni Battista Spinola bei seinem Pastoralbesuch die Kirche zu einer ehrwürdigen Kirche und verlieh ihr den Sitz eines Erzpriesters. Im Jahr 1951 erhob von Papst Pius XII. die Kirche in den Rang einer Basilica minor.

## Beschreibung
Die tonnengewölbte Saalkirche hat einen einschiffigen Grundriss mit fünf Kapellen auf jeder Seite und einer halbkreisförmigen Apsis, neben der der Glockenturm aufragt. Es wird vermutet, dass der Comer Bildhauer und Architekt Rocco Pellone die Kirche entworfen hat, der auch den schönen Hochaltar und den Tabernakel entwarf, die ursprünglich für San Lorenzo in Genua bestimmt waren. Die Kirche ist von Norden nach Süden ausgerichtet, ihre Fassade weist dadurch vom Hafen weg, um den Haupteingang vor Sturmfluten zu schützen. Die Fassade ist in zwei Etagen gegliedert: Die höhere untere ist durch vier Pilaster gegliedert, ihre korinthischen Kapitelle sind mit diagonalen Voluten versehen, die Sockel bestehen aus grauem Granit. Die Pilaster rahmen die drei Eingangsportale ein. Über dem Hauptportal öffnet sich ein Thermenfenster. Die obere Etage ist durch ein imposantes Gebälk mit glattem Fries und einem in 14 Meter Höhe vorspringenden Gesims abgetrennt. Den Abschluss bildet ein runder, verkröpfter Giebel.
Das Kirchenschiff ist 18,50 Meter breit und 37,50 Meter lang, der Chor schließt mit weiteren 17 Metern an. Viele Künstler arbeiteten an der Ausschmückung der Kirche, von Giulio Benso, der das große Fresko der Himmelfahrt in der Mitte des Gewölbes malte, über Domenico Fiasella, Domenico Piola Giovanni Andrea Ansaldo und  Giovanni Bernardo Carbone zu Nicolò Barabino. Davon zeugen die Ursprünge einiger Altäre, wie z. B. der Altar, der heute der Muttergottes der Gesundheit gewidmet ist, der ehemalige Altar des hl. Franziskus, der als Beschützer der "canapini" (Seiler) gewählt wurde, und der Altar der Kapelle des hl. Petrus, der der Gesellschaft der Seeleute gehörte.